# Winneconne (Wisconsin)
Winneconne – miasto w Stanach Zjednoczonych, w stanie Wisconsin, w hrabstwie Winnebago.